# حمزه لان
حمزه لان، روستایی از توابع بخش نمشیر شهرستان بانه در استان کردستان ایران است.

## جمعیت
این روستا در دهستان کانی سور قرار دارد و براساس سرشماری مرکز آمار ایران در سال ۱۳۸۵، جمعیت آن ۲۷۴ نفر (۴۲خانوار) بوده‌است.